# Уоластън (езеро)
Езерото Уоластън (на английски: Wollaston Lake) е 3-то по големина езеро в провинция Саскачеван. Площта му, заедно с островите в него е 2681 км2, която му отрежда 19-о място сред езерата на Канада. Площта само на водното огледало без островите е 2286 км2. Надморската височина на водата е 398 м.
Езерото се намира в североизточната част на провинция Саскачеван, на 45 км северозападно от Еленовото езеро. Обемът на водната маса е 39,8 км3. Средна дълбочина 20,6 м, а максимална – 71 м. От ноември до юни езерото е покрито с дебела ледена кора.
Еленовото езеро има силно разчленена брегова линия с дължина от 1475 км, с множество заливи, полуострови, канали и острови – Файф, Гъми, Грант, Блу, Сноушу и др. с обща площ от 395 км2.
Площта на водосборния му басейн е 23 310 km2, като в езерото се вливат множество реки, най-голяма от които е река Гики. Езерото Уоластън е уникално с това, че е най-голямото езеро в света с отток в две направления. От северозападната му част изтича река Фон дьо Лак, вливаща се в езерото Атабаска, а от североизточния му ъгъл – река Кокран, вливаща се в Еленовото езеро.
Бреговете на езерото са слабо заселени, като има само едно малко селище – Уоластън Лейк, разположено едновременно на западното (летище и автогара) и източното крайбрежие (населеното място с около 1400 жители). През краткия летен сезон между двете части ежедневно курсира ферибот, а през зимата – автобус по замръзналото езеро.
Първите сведения за езерото се получават през 1770 г. от Самюъл Хърн, като то носи името Манито, а през 1796 г. за първи път е посетено (открито) от Дейвид Томпсън, топограф на „Компанията Хъдсънов залив“, търгуваща с ценни животински кожи.
На издадената през 1807 г. карта на Канада от Питър Фидлър, езерото е изписано като Уоластън, наименувано от Фидлър в чест на английския химик Уилям Хайд Уоластън (1766 – 1828).
През 1892 г. канадският геолог и картограф Джоузеф Тирел вторично открива езерото и извършва първото му топографско картографиране.